# Халед Машаль
Халед Машаль (араб. خالد مشعل‎; 28 травня, 1956, Рамалла) — палестинський політик, голова політбюро Ісламського руху (ХАМАС), визнаного у низці країн терористичною.

## Біографія
Народився у селі Сільвад під Рамаллою (Західний берег річки Йордан).
Його батько, як і багато інших палестинських арабів у 1960-х рр., був робочим емігрантом у Кувейті. У 1967 після Шестиденної війни його сім'я пішла за ним.
Машаль навчався у школі, а згодом — на факультеті фізики в Кувейтському університеті, здобув ступінь бакалавра. У 1971 році, у 15 років вступив до ісламістської організації «Брати-мусульмани». В університеті зайнявся політичною діяльністю у рамках палестинської громади, включившись у протистояння студентів-ісламістів, об'єднаних у блок «Хак» («Істина») світському соціалістичному руху «ФАТХ» на виборах до студентських рад.
Після закінчення університету 1978 року кілька років викладав фізику в Кувейті.
У 1987 брав участь у створенні «Ісламського руху опору (ХАМАС)», увійшов до складу його політбюро і очолив відділення організації в Кувейті.
Після окупації Кувейту Іраком (серпень 1990) емігрував до Йорданії.
З 1996 року — голова політбюро руху ХАМАС. Змінив на цій посаді Мусу Абу Марзука, заарештованого під час візиту до США у 1995 році (звільнений у 1997 році, відтоді залишається членом політбюро).
У жовтні 2024 року, після вбивства Ях'ї Сінвара, став новим керівником руху ХАМАС.